# Творуг
Творуг (пол. Tworóg, нім. Tworog) — село в Польщі, у гміні Творуг Тарногурського повіту Сілезького воєводства.
Населення — 2545 осіб (2011).
У 1975–1998 роках село належало до Катовицького воєводства.

## Демографія
Демографічна структура станом на 31 березня 2011 року:
|          | Загалом | Допрацездатний вік | Працездатний вік | Постпрацездатний вік |
| -------- | ------- | ------------------ | ---------------- | -------------------- |
| Чоловіки | 1235    | 252                | 818              | 165                  |
| Жінки    | 1310    | 219                | 786              | 305                  |
| Разом    | 2545    | 471                | 1604             | 470                  |